# Gao Zong
O Imperador Gaozong de Song (12 de junho de 1107 – 9 de novembro de 1187), nome pessoal Zhao Gou, nome de cortesia Deji, foi o décimo imperador da dinastia Song chinesa e o primeiro da dinastia Song do Sul, governando entre 1127 e 1162 e mantendo o poder como imperador aposentado de 1162 até sua morte em 1187. 

## Vida
O nono filho do Imperador Huizong e meio-irmão mais novo do Imperador Qinzong, Zhao Gou não estava presente na capital Bianjing (atual Kaifeng) quando ela caiu para a dinastia Jin liderada pelos Jurchen em 1127 durante o início das Guerras Jin-Song. Escapando por pouco da captura pelas forças Jin, ele fugiu primeiro para Yangzhou e depois para Lin'an (atual Hangzhou), assumindo o trono e restabelecendo a corte Song. Apesar dos reveses iniciais, incluindo invasões Jin e uma breve deposição em 1129, o Imperador Gaozong consolidou sua posição política e presidiu o conflito militar contínuo com Jin. Antes de 1141, comandantes militares incluindo Han Shizhong e Yue Fei reconquistaram porções das Planícies Centrais enquanto chanceleres como Lü Yihao, Zhao Ding, Zhang Jun, e Qin Hui administraram a burocracia civil.
Em 1141, Gaozong colaborou com Qin para buscar um acordo de paz com Jin. Embora o resultante Tratado de Shaoxing tenha cedido as Planícies Centrais e formalmente estabelecido Song como um tributário de Jin, garantiu duas décadas de paz ininterrupta, permitindo que o estado Song do Sul alcançasse estabilidade interna e abrisse um comércio lucrativo com Jin. Além disso, serviu para impedir o retorno do Imperador Qinzong, que permaneceu em cativeiro em Jin e cuja libertação poderia ter comprometido a reivindicação de Gaozong ao trono. Gaozong e Qin então asseguraram o controle da corte sobre os militares, forçando Han Shizhong e o general Zhang Jun à aposentadoria e executando Yue Fei sob acusações forjadas. Apesar de seus sucessos como imperador, o tratamento de Gaozong a Yue, que foi lembrado como um herói cultural, e sua rendição de mais da metade da China Song ao inimigo, mancharam sua reputação tanto na historiografia tradicional quanto na memória popular. Gaozong, junto com seu pai e meio-irmão, foram culpados pelo declínio da dinastia Song.
O único filho biológico de Gaozong, Zhao Fu, morreu na infância. Em 1160, ele adotou seu parente distante Zhao Yuan e o elevou a príncipe herdeiro em 1162, pouco antes de abdicar em seu favor. Apesar de sua abdicação, Gaozong manteve o controle de facto dos assuntos de estado como imperador aposentado, continuando a supervisionar a dinastia até morrer de causas naturais em 1187, aos 80 anos de idade.